# NWA Americas Heavyweight Championship
L'NWA Americas Heavyweight Championship, nato come WWA Americas Heavyweight Championship, è stato il titolo principale della NWA Hollywood Wrestling, federazione affiliata alla National Wrestling Alliance (NWA) e attivo nel territorio di Los Angeles.
Il titolo fu attivo dal 1967 al 1982, quando il territorio cessò le attività.

## Storia
Il riconoscimento nacque originariamente nel 1967 come titolo secondario della Worldwide Wrestlig Associates con il nome di WWA Americas Heavyweight Championship. Nonostante il nome potesse suggerire che venisse difeso nell'intero continente, fu promosso principalmente nella California meridionale, renendolo di fatto un titolo di rilevanza regionale piuttosto che nazionale.  
Un anno più tardi la Worldwide Wrestling Associates cedette il posto alla NWA Hollywood, territorio della National Wrestling Alliance di riferimento nel territorio, che rese il titolo il suo riconoscimento principale e lo rinominò con l'aggiunta della dicitura NWA. Il titolo rimase attivo per tutta la durata della federazione e fu disattivato alla sua chiusura, nel dicembre 1982. 

## Albo d'oro
| Legenda  |                                                                               |
| -------- | ----------------------------------------------------------------------------- |
| #        | Indica il numero del regno titolato                                           |
| Regno    | Viene indicato il numero del regno del campione                               |
| Data     | La data in cui il titolo è stato vinto                                        |
| Località | Indica il luogo in cui il titolo è stato vinto                                |
| Note     | Indica notizie particolari riguardanti i cambi di titolo o altre informazioni |

### WWA Americas Heavyweight Championship (1967-1968)
| # | Campione      | Regno | Data              | Giorni | Località                | Evento     | Note | Fonti |
| - | ------------- | ----- | ----------------- | ------ | ----------------------- | ---------- | --- | ----- |
| 1 | Pampero Firpo | 1     | 1967              | --     | Messico                 | --         | Firpo fu annunciato come vincitore di un incontro (mai realmente avvenuto) contro Coloso Colosetti.            |       |
| 2 | Mike DiBiase  | 1     | 16 giugno 1967    | 42     | Los Angeles, California | House show | |       |
| 3 | Mark Lewin    | 1     | 28 luglio 1967    | 28     | Los Angeles, California | House show | |       |
| 4 | Fred Blassie  | 1     | 25 agosto 1967    | --     | Los Angeles, California | House show | |       |
| — | Vacante       | —     | marzo 1968        | —      | —                       | —          | Il titolo fu reso vacante quando Blassie fu sospeso dalla WWA.                                                 |       |
| 5 | Mil Máscaras  | 1     | 7 giugno 1968     | 105    | Los Angeles, California | House show | In un torneo per riassegnare il titolo vacante, sconfiggendo Buddy Austin in finale.                           |       |
| 6 | El Mongol     | 1     | 20 settembre 1968 | 14     | Los Angeles, California | House show | Durante questo regno il titolo passò alla NWA Hollywood e fu rinominato NWA Americas Heavyweight Championship. |       |

### NWA Americas Heavyweight Championship (1968-1982)
| #   | Campione             | Regno | Data              | Giorni | Località                   | Evento     | Note | Fonti |
| --- | -------------------- | ----- | ----------------- | ------ | -------------------------- | ---------- | --- | ----- |
| 7   | Bobo Brazil          | 1     | 4 ottobre 1968    | 98     | Los Angeles, California    | House show | |       |
| 8   | Fred Blassie         | 2     | 10 gennaio 1969   | 28     | Los Angeles, California    | House show | |       |
| 9   | Bobo Brazil          | 2     | 7 febbraio 1969   | 14     | Los Angeles, California    | House show | |       |
| 10  | The Sheik            | 1     | 21 febbraio 1969  | 28     | Los Angeles, California    | House show | |       |
| —   | Vacante              | —     | 21 marzo 1969     | —      | —                          | —          | Il titolo fu reso vacante quando Blassie sconfisse The Sheik in un incontro non titolato.                                                                                     |       |
| 11  | Fred Blassie         | 3     | 11 aprile 1969    | 14     | Los Angeles, California    | House show | Vincendo uno spareggio contro The Sheik per riassegnare il titolo vacante. |       |
| 12  | The Sheik            | 2     | 25 aprile 1969    | 14     | Los Angeles, California    | House show | |       |
| 13  | Mil Máscaras         | 2     | 9 maggio 1969     | 14     | Los Angeles, California    | House show | |       |
| —   | Vacante              | —     | 23 maggio 1969    | —      | —                          | —          | Il titolo fu reso vacante in seguito ad un finale controverso di una difesa titolata contro Black Gordman.                                                                    |       |
| 14  | Mil Máscaras         | 3     | 6 giugno 1969     | 196    | Los Angeles, California    | House show | Vincendo uno spareggio contro Gordman per riassegnare il titolo vacante. |       |
| 15  | Great Kojika         | 1     | 19 dicembre 1969  | 28     | Los Angeles, California    | House show | |       |
| 16  | Rocky Johnson        | 1     | 16 gennaio 1970   | 49     | Los Angeles, California    | House show | |       |
| 17  | Fred Blassie         | 4     | 6 marzo 1970      | 4      | Los Angeles, California    | House show | |       |
| —   | Vacante              | —     | 10 marzo 1970     | —      | —                          | —          | Il titolo fu reso vacante in seguito ad un finale controverso di una difesa titolata contro Rocky Johnson.                                                                    |       |
| 18  | Rocky Johnson        | 2     | 15 maggio 1970    | 28     | Los Angeles, California    | House show | Vincendo uno spareggio contro Blassie per riassegnare il titolo vacante. |       |
| 19  | Fred Blassie         | 5     | 12 giugno 1970    | 287    | Los Angeles, California    | House show | |       |
| 20  | Kinji Shibuya        | 1     | 26 marzo 1971     | 28     | Los Angeles, California    | House show | |       |
| 21  | Fred Blassie         | 6     | 23 aprile 1971    | 14     | Los Angeles, California    | House show | |       |
| 22  | John Tolos           | 1     | 7 maggio 1971     | 70     | Los Angeles, California    | House show | |       |
| 23  | Don Carson           | 1     | 16 luglio 1971    | 14     | Los Angeles, California    | House show | |       |
| 24  | John Tolos           | 2     | 30 luglio 1971    | 56     | Los Angeles, California    | House show | |       |
| 25  | Mil Máscaras         | 4     | 24 settembre 1971 | --     | Los Angeles, California    | House show | |       |
| —   | Vacante              | —     | 1971              | —      | —                          | —          | Il titolo fu reso vacante in seguito ad un finale controverso di una difesa titolata contro John Tolos.                                                                       |       |
| 26  | Mil Máscaras         | 5     | 1971              | --     | Los Angeles, California    | House show | Vincendo uno spareggio contro Tolos per riassegnare il titolo vacante. |       |
| 27  | Black Gordman        | 1     | 5 novembre 1971   | 33     | Los Angeles, California    | House show | |       |
| 28  | Frankie Laine        | 1     | 8 dicembre 1971   | 54     | Los Angeles, California    | House show | |       |
| 29  | Killer Kowalski      | 1     | 31 gennaio 1972   | 39     | Tampa, Florida             | House show | Il cambio di titolo è fittizio, essendo avvenuto in un incontro mai realmente disputato.                                                                                      |       |
| 30  | John Tolos           | 3     | 10 marzo 1972     | 112    | Los Angeles, California    | House show | |       |
| 31  | Black Gordman        | 2     | 30 giugno 1972    | 14     | Los Angeles, California    | House show | |       |
| 32  | John Tolos           | 4     | 14 luglio 1972    | 14     | Los Angeles, California    | House show | |       |
| 33  | Ernie Ladd           | 1     | 28 luglio 1972    | 126    | Los Angeles, California    | House show | |       |
| 34  | Victor Rivera        | 1     | 1 dicembre 1972   | 98     | Los Angeles, California    | House show | |       |
| 35  | Black Gordman        | 3     | 9 marzo 1973      | 42     | Los Angeles, California    | House show | |       |
| 36  | Victor Rivera        | 2     | 20 aprile 1973    | 74     | Los Angeles, California    | House show | |       |
| 37  | Terry Funk           | 1     | 3 luglio 1973     | 24     | Odessa, Texas              | House show | Il cambio di titolo è fittizio, essendo avvenuto in un incontro mai realmente disputato.                                                                                      |       |
| 38  | Victor Rivera        | 3     | 27 luglio 1973    | 28     | Los Angeles, California    | House show | |       |
| 39  | John Tolos           | 5     | 24 agosto 1973    | 84     | Los Angeles, California    | House show | |       |
| 40  | Pak Song             | 1     | 16 novembre 1973  | 60     | Los Angeles, California    | House show | |       |
| 41  | John Tolos           | 6     | 15 gennaio 1974   | 66     | Long Beach, California     | House show | |       |
| 42  | Porkchop Cash        | 1     | 22 marzo 1974     | 70     | Los Angeles, California    | House show | |       |
| 43  | Black Gordman        | 4     | 31 maggio 1974    | 14     | Los Angeles, California    | House show | |       |
| 44  | Porkchop Cash        | 2     | 14 giugno 1974    | 28     | Los Angeles, California    | House show | |       |
| 45  | Ernie Ladd           | 2     | 12 luglio 1974    | 35     | Los Angeles, California    | House show | | [ 2 ] |
| 46  | Pampero Firpo        | 2     | 16 agosto 1974    | 84     | Los Angeles, California    | House show | |       |
| 47  | John Tolos           | 7     | 8 novembre 1974   | 14     | Los Angeles, California    | House show | Il cambio di titolo non fu riconosciuto a San Diego, dove Firpo continuò ad essere promosso come campione.                                                                    |       |
| 48  | Pampero Firpo        | 3     | 22 novembre 1974  | 5      | Los Angeles, California    | House show | |       |
| 49  | John Tolos           | 8     | 27 novembre 1974  | 28     | Los Angeles, California    | House show | |       |
| 50  | Édouard Carpentier   | 1     | 25 dicembre 1974  | 51     | San Diego, California      | House show | |       |
| 51  | Greg Valentine       | 1     | 14 febbraio 1975  | 41     | Los Angeles, California    | House show | |       |
| 52  | John Tolos           | 9     | 27 marzo 1975     | 8      | Los Angeles, California    | House show | |       |
| 53  | Greg Valentine       | 2     | 4 aprile 1975     | --     | Los Angeles, California    | House show | |       |
| —   | Vacante              | —     | aprile 1975       | —      | —                          | —          | Valentine rese vacante il titolo per poter puntare al NWA World Heavyweight Championship                                                                                      |       |
| 54  | Don Muraco           | 1     | 2 maggio 1975     | 14     | Los Angeles, California    | House show | In un torneo per riassegnare il titolo vacante. |       |
| 55  | Les Thornton         | 1     | 16 maggio 1975    | 28     | Los Angeles, California    | House show | |       |
| 56  | Louie Tillet         | 1     | 13 giugno 1975    | --     | Los Angeles, California    | House show | |       |
| 57  | Ernie Ladd           | 3     | ottobre 1975      | --     | Filadelfia, Pennsylvania   | House show | Il cambio di titolo è fittizio, essendo avvenuto in un incontro mai realmente disputato.                                                                                      |       |
| 58  | Chavo Guerrero       | 1     | 31 ottobre 1975   | 91     | Los Angeles, California    | House show | |       |
| 59  | Inferno I            | 1     | 30 gennaio 1976   | 7      | Los Angeles, California    | House show | |       |
| 60  | Chavo Guerrero       | 2     | 6 febbraio 1976   | 35     | Los Angeles, California    | House show | |       |
| 61  | Roddy Piper          | 1     | 12 marzo 1976     | 42     | Los Angeles, California    | House show | |       |
| 62  | Chavo Guerrero       | 3     | 23 aprile 1976    | 49     | Los Angeles, California    | House show | |       |
| 63  | Crusher Verdu        | 1     | 11 giugno 1976    | 30     | Los Angeles, California    | House show | Sconfiggendo Gory Guerrero, che sostituiva Chavo. |       |
| 64  | Chavo Guerrero       | 4     | 11 luglio 1976    | 54     | Los Angeles, California    | House show | |       |
| 65  | The Hangman          | 1     | 3 settembre 1976  | 28     | Los Angeles, California    | House show | | [ 3 ] |
| 66  | Chavo Guerrero       | 5     | 1 ottobre 1976    | 14     | Los Angeles, California    | House show | |       |
| 67  | Ken Mantell          | 1     | 15 ottobre 1976   | 35     | Los Angeles, California    | House show | |       |
| 68  | Chavo Guerrero       | 6     | 19 novembre 1976  | 7      | Los Angeles, California    | House show | |       |
| 69  | Dr. Hiro Ota         | 1     | 26 novembre 1976  | 7      | Los Angeles, California    | House show | |       |
| 70  | Chavo Guerrero       | 7     | 3 dicembre 1976   | 42     | Los Angeles, California    | House show | |       |
| 71  | Dory Funk Jr.        | 1     | 14 gennaio 1977   | 21     | Los Angeles, California    | House show | | [ 4 ] |
| 72  | Chavo Guerrero       | 8     | 4 febbraio 1977   | 8      | Los Angeles, California    | House show | |       |
| 73  | Toru Tanaka          | 1     | 12 febbraio 1977  | 34     | San Bernardino, California | House show | | [ 5 ] |
| 74  | The Hangman          | 2     | 18 marzo 1977     | 56     | Los Angeles, California    | House show | |       |
| 75  | Keith Franks         | 1     | 13 maggio 1977    | 7      | Los Angeles, California    | House show | |       |
| 76  | Mando Guerrero       | 1     | 20 maggio 1977    | 42     | Los Angeles, California    | House show | |       |
| 77  | Texas Red            | 1     | 1 luglio 1977     | 36     | Los Angeles, California    | House show | | [ 6 ] |
| 78  | Chavo Guerrero       | 9     | 6 agosto 1977     | 6      | Los Angeles, California    | House show | |       |
| 79  | Roddy Piper          | 2     | 12 agosto 1977    | 7      | Los Angeles, California    | House show | |       |
| 80  | Chavo Guerrero       | 10    | 19 agosto 1977    | 19     | San Bernardino, California | House show | |       |
| 81  | Texas Red            | 2     | 7 settembre 1977  | 9      | Los Angeles, California    | House show | |       |
| 82  | Choi Sun             | 1     | 16 settembre 1977 | 2      | Los Angeles, California    | House show | |       |
| 83  | Chavo Guerrero       | 11    | 18 settembre 1977 | 47     | San Bernardino, California | House show | |       |
| 84  | Roddy Piper          | 3     | 4 novembre 1977   | 35     | Los Angeles, California    | House show | |       |
| 85  | Mando Guerrero       | 2     | 9 dicembre 1977   | 7      | Los Angeles, California    | House show | |       |
| 86  | Roddy Piper          | 4     | 16 dicembre 1977  | 56     | Los Angeles, California    | House show | |       |
| 87  | Héctor Guerrero      | 1     | 10 febbraio 1978  | 51     | Los Angeles, California    | House show | | [ 7 ] |
| 88  | Moondog Lonnie Mayne | 1     | 2 aprile 1978     | 89     | San Bernardino, California | House show | |       |
| 89  | Héctor Guerrero      | 2     | 30 giugno 1978    | 42     | Los Angeles, California    | House show | |       |
| 90  | Moondog Lonnie Mayne | 2     | 11 agosto 1978    | 2      | Los Angeles, California    | House show | |       |
| —   | Vacante              | —     | 13 agosto 1978    | —      | —                          | —          | Il titolo fu reso vacante in seguito alla morte di Mayne in un incidente d'auto.                                                                                              |       |
| 91  | Chavo Guerrero       | 12    | 25 agosto 1978    | 34     | Los Angeles, California    | House show | In un torneo per riassegnare il titolo vacante. |       |
| 92  | Roddy Piper          | 5     | 29 settembre 1978 | 2      | Los Angeles, California    | House show | |       |
| 93  | Twin Devil #1        | 1     | 1 ottobre 1978    | --     | San Bernardino, California | House show | |       |
| 94  | Chavo Guerrero       | 13    | dicembre 1978     | --     | Los Angeles, California    | House show | |       |
| 95  | Twin Devil #1        | 2     | 12 gennaio 1979   | 14     | Los Angeles, California    | House show | |       |
| 96  | Chavo Guerrero       | 14    | 26 gennaio 1979   | 49     | Los Angeles, California    | House show | |       |
| 97  | Eddie Mansfield      | 1     | 16 marzo 1979     | 7      | Los Angeles, California    | House show | |       |
| 98  | Chavo Guerrero       | 15    | 23 marzo 1979     | 34     | Los Angeles, California    | House show | |       |
| 99  | Leroy Brown          | 1     | 26 aprile 1979    | 50     | Los Angeles, California    | House show | |       |
| 100 | Al Madril            | 1     | 15 giugno 1979    | 13     | Los Angeles, California    | House show | |       |
| 101 | Bull Ramos           | 1     | 28 giugno 1979    | 41     | Los Angeles, California    | House show | |       |
| 102 | Pat Barrett          | 1     | 8 agosto 1979     | --     | Bakersfield, California    | House show | |       |
| 103 | Pat Patterson        | 1     | novembre 1979     | --     | Hawaii                     | House show | Il cambio di titolo è fittizio, essendo avvenuto in un incontro mai realmente disputato.                                                                                      |       |
| 104 | Chavo Guerrero       | 16    | 16 novembre 1979  | --     | Los Angeles, California    | House show | |       |
| 105 | The Hood             | 1     | 1980              | --     | Los Angeles, California    | House show | |       |
| 106 | Chavo Guerrero       | 17    | 14 marzo 1980     | 35     | Los Angeles, California    | House show | |       |
| 107 | The Spoiler #2       | 1     | 18 aprile 1980    | 21     | Los Angeles, California    | House show | |       |
| 108 | Walter Johnson       | 1     | 9 maggio 1980     | 91     | Los Angeles, California    | House show | |       |
| 109 | John Tolos           | 10    | 8 agosto 1980     | --     | Los Angeles, California    | House show | |       |
| 110 | El Medico            | 1     | ottobre 1980      | --     | Los Angeles, California    | House show | |       |
| 111 | Victor Rivera        | 4     | dicembre 1980     | --     | Los Angeles, California    | House show | |       |
| 112 | Bobo Brazil          | 2     | 1981              | --     | Los Angeles, California    | House show | |       |
| 113 | Chris Adams          | 1     | 1 marzo 1981      | --     | Los Angeles, California    | House show | |       |
| 114 | John Tolos           | 11    | 1981              | --     | Los Angeles, California    | House show | |       |
| 115 | Victor Rivera        | 5     | marzo 1981        | --     | Los Angeles, California    | House show | |       |
| 116 | Mike Masters         | 1     | 27 marzo 1981     | 14     | Los Angeles, California    | House show | |       |
| 117 | Bobo Brazil          | 3     | 10 aprile 1981    | 7      | Los Angeles, California    | House show | |       |
| 118 | Rick Davidson        | 1     | 17 aprile 1981    | 14     | Los Angeles, California    | House show | |       |
| 119 | Victor Rivera        | 6     | 1 maggio 1981     | 24     | Los Angeles, California    | House show | |       |
| 120 | Peter Maivia         | 1     | 25 maggio 1981    | 74     | San Jose, California       | House show | |       |
| 121 | Chino Chou           | 1     | 7 agosto 1981     | 71     | Los Angeles, California    | House show | Nonostante l'incontro sia finito in pareggio, Chou è riconosciuto come campione da questa data. San Bernardino continuò a riconoscere Maivia come campione fino al 23 agosto. |       |
| 122 | The Monster          | 1     | 17 ottobre 1981   | 1      | Los Angeles, California    | House show | |       |
| 123 | Timothy Flowers      | 1     | 18 ottobre 1981   | 19     | Los Angeles, California    | House show | |       |
| 124 | Gran Hamada          | 1     | 6 novembre 1981   | 7      | Los Angeles, California    | House show | |       |
| 125 | Timothy Flowers      | 2     | 13 novembre 1981  | --     | Los Angeles, California    | House show | |       |
| 126 | Bobby Lane           | 1     | dicembre 1981     | --     | Los Angeles, California    | House show | |       |
| 127 | Sweet Brown Sugar    | 1     | 12 febbraio 1982  | 28     | Los Angeles, California    | House show | | [ 5 ] |
| 128 | Adrian Street        | 1     | 12 marzo 1982     | --     | Los Angeles, California    | House show | |       |
| 129 | Timothy Flowers      | 3     | maggio 1982       | --     | Los Angeles, California    | House show | |       |
| 130 | Kid Koby             | 1     | 18 luglio 1982    | 38     | San Bernardino, California | House show | |       |
| 131 | Black Gordman        | 5     | 20 agosto 1982    | 28     | Los Angeles, California    | House show | |       |
| 132 | Killer Kim           | 1     | 17 settembre 1982 | --     | Los Angeles, California    | House show | |       |
| 133 | Chris Adams          | 2     | 1982              | --     | Los Angeles, California    | House show | |       |
| 134 | El Monarca           | 1     | 5 novembre 1982   | 7      | Los Angeles, California    | House show | |       |
| 135 | Ciclon Negro         | 1     | 12 novembre 1982  | 14     | Los Angeles, California    | House show | |       |
| 136 | El Monarca           | 2     | 26 novembre 1982  | --     | Los Angeles, California    | House show | |       |
| —   | Disattivato          | —     | dicembre 1982     | —      | —                          | —          | Il titolo fu disattivato con la chiusura del territorio. |       |